# پرتیا مودیسی
پرتیا مودیسی (زادهٔ ۲۰ ژوئن ۱۹۸۳) یک فوتبالیست زن اهل آفریقای جنوبی است که در سال ۲۰۰۶ به عنوان بهترین بازیکن مسابقات قهرمانی فوتبال زنان آفریقا معرفی شد. او نماینده تیم ملی فوتبال زنان آفریقای جنوبی در الماسیک‌های ۲۰۱۲ لندن بود و اولین بازیکن آفریقایی است که ۱۰۰ گل بین‌المللی به ثمر رسانده است.

## دوران حرفه‌ای در باشگاه
مودیسی در سوهتو (مدولندز) به دنیا آمد و بازی فوتبال را با پسران محله خود آغاز کرد. او فوتبال را به جای نتبال در مدرسه انتخاب کرد و از سطح زیر ۱۰ سال با تیم سوهتو رنجرز بازی کرد. پس از بازی برای رنجرز و بخش زنان تیم جومو کازموس، مودیسی در سال ۱۹۹۶ به تیم سوهتو لیدی‌ها پیوست. او دو برادر دارد.
مودیسی که در نقش‌های هافبک یا مهاجم راحت است، به دلیل شباهتش به فوتبالیست مرد آلبرت «باشین» مهلوانگو، لقب «باشین» را به خود گرفت. در فصل ۲۰۰۱–۰۲، مودیسی ۵۱ گل برای سوهتو لیدی‌ها به ثمر رساند، و دو گل دیگر در پیروزی ۴–۰ در فینال قهرمانی ملی مقابل کاپ تاون پایراتس.
در سال ۲۰۰۳، مودیسی برای تست‌های باشگاه آرسنال لیدی‌ها دعوت شد. اختلاف بر سر اسپانسرینگ و تأمین مالی باعث شد تا مودیسی و هموطنانش تونی کارلس و ورونیکا پوا نتوانند با این باشگاه انگلیسی قرارداد امضا کنند، علیرغم اینکه در تست‌ها مدیر ویک آکرز را تحت تأثیر قرار داده بودند.
در فصل ۲۰۰۵–۰۶، مودیسی به عنوان مربی آکادمی توسط اورلاندو پایراتس استخدام شد. او پس از هفت ماه در فوریه ۲۰۰۶ به دلیل اختلاف با رئیسش آگوستو پالاچیو باشگاه را ترک کرد.
در ژوئن ۲۰۰۷، مودیسی با فورتونا هورینگ در لیگ الیت دیویژن دانمارک قراردادی دو ساله امضا کرد، پس از آنکه در طول قرارداد اولیه یک‌ماهه به خوبی درخشید. در سال ۲۰۰۹، او قراردادی شش‌ماهه با تیم پالاس سوپر فالکونز در آفریقای جنوبی امضا کرد. او همچنین در سال ۲۰۱۲ در این تیم بازی کرد.
او بخشی از کمپ تمرینی اولیه برای تیم ملی زنان آفریقای جنوبی در مسابقات قهرمانی زنان آفریقا ۲۰۱۴ نبود، زیرا در آن زمان در خارج از آفریقای جنوبی و در واقع در یک تیم مردان بازی می‌کرد. پس از اینکه مربی جدید از حضور او آگاه شد، او تیمش را تغییر داد و دوباره برای تیم کروسس لیدی‌ها در آفریقای جنوبی بازی کرد.

## حرفه ملی
مودیسی به عنوان کاپیتان تیم ملی زیر ۱۹ سال زنان آفریقای جنوبی (باسِتسانِ باسِتسان) به تیم بزرگسالان (بانیانا بانیانا) دعوت شد. در مسابقات قهرمانی فوتبال زنان آفریقا ۲۰۰۰، او در تمامی مسابقات تیم آفریقای جنوبی شرکت کرد و نخستین گل خود را در برابر زیمبابوه به ثمر رساند و همچنین در فینال این مسابقات که با شکست تیم آفریقای جنوبی در برابر نیجریه همراه بود، بازی کرد. این مسابقه به دلیل خشونت‌های تماشاگران تحت تأثیر قرار گرفت.
در سال ۲۰۰۵، مودیسی یکی از دو بازیکن فوتبال آفریقایی بود که به همراه پرپتوآ نکوچا، نامزد دریافت جایزه بهترین بازیکن زن سال فیفا شد که این جایزه به بیریت پرینز رسید.
در مسابقات قهرمانی فوتبال زنان آفریقا ۲۰۰۶، مودیسی در بازی رده‌بندی سوم با تیم آفریقای جنوبی در برابر دورفان گلزنی کرد و به عنوان بازیکن برتر مسابقات انتخاب شد. او همچنین به جمع سه نفر نهایی برای دریافت جایزه بهترین بازیکن زن CAF ۲۰۰۶ راه یافت و به تیم All-Stars دعوت شد تا در مسابقه‌ای که پیش از قرعه‌کشی رسمی جام جهانی زنان ۲۰۰۷ برگزار شد، شرکت کند.
در نوامبر ۲۰۰۸، مودیسی اعلام کرد که دیگر برای آفریقای جنوبی بازی نخواهد کرد، پس از اینکه رابطه کاری او با مربی آگوست ماکالاکالانه دچار بحران شد. او در آوریل ۲۰۱۲ توسط مربی جدید ملی، جوزف مخونزا، که پس از برکناری ماکالاکالانه به دلیل اتهامات تعرض جنسی و همجنس‌گرایی منصوب شده بود، دوباره به تیم ملی دعوت شد.
مودیسی با ۷۱ گل در ۹۲ بازی بین‌المللی به رقابت‌های فوتبال المپیک ۲۰۱۲ وارد شد. در نخستین بازی آفریقای جنوبی در این رقابت‌ها، که با شکست ۴–۱ برابر سوئد در کافنتری همراه بود، مودیسی گلزنی کرد و این گل از داخل مرکز میدان به ثمر رسید. سایت فیفا گزارش داد که این گل «شگفت‌انگیز» توسط تمامی تماشاگران، از جمله طرفداران سوئدی، تحسین شد.
در اکتبر ۲۰۱۲، مودیسی در تیم ملی آفریقای جنوبی برای مسابقات قهرمانی زنان آفریقا ۲۰۱۲ انتخاب شد. گزارش‌ها حاکی از آن بود که او ممکن است در این مسابقات به صد بازی ملی خود برسد، اگر تیم بانیانا بانیانا به نیمه‌نهایی راه یابد. مودیسی نقش کلیدی در صعود آفریقای جنوبی به فینال ایفا کرد، جایی که تیم باخت و قهرمان این مسابقات تیم گینه استوایی شد.
در اکتبر ۲۰۱۴، پرتیا مودیسی به اولین بازیکن آفریقایی تبدیل شد که به مرز ۱۰۰ گل در فوتبال بین‌المللی رسید، زمانی که در پیروزی ۵–۱ آفریقای جنوبی در برابر الجزایر در مسابقات قهرمانی زنان آفریقا گل‌های ۹۹ و ۱۰۰ خود را به ثمر رساند.
در ۱۹ مه ۲۰۱۵، او اعلام کرد که از فوتبال بین‌المللی خداحافظی کرده است، پس از اینکه ۱۲۴ بازی انجام داده و ۱۰۱ گل برای آفریقای جنوبی به ثمر رسانده بود.